# Ryan Mitchell
Ryan Mitchell (n. 24 aprilie 1977, Port Augusta, Australia de Sud, Australia) este un înotător australian, medaliat olimpic. A participat la o ediție a Jocurilor Olimpice (2000) în care a câștigat două medalii de argint.